# Tuz-tó
A Tuz-tó (törökül: Tuz Gölü) 1500 km² területével Törökország második legnagyobb tava a Van-tó után, bár mélysége alig éri el a 2 métert, és nyaranta általában teljesen kiszárad. A 33% sótatalmú szikes tó kiszáradt medréből évente háromszázezer tonna sót termelnek ki. A tó Ankarától 129 kilométerre, a Közép-anatóliai régióban található.

## Külső hivatkozások
- Fényképek